# Capricorn (A Brand New Name)
A Capricorn (A Brand New Name) a Thirty Seconds to Mars amerikai rockegyüttes debütáló kislemeze. A dal 2002. július 23-án jelent meg az Immortal Records gondozásában az együttes nevét viselő lemez első kislemezeként. A dalt Jared Leto írta, a producer Bob Ezrin, Brian Virtue és a Thirty Seconds to Mars volt. Leto állítása szerint a dal az újjászületés iránti vágyról szól. A Capricorn (A Brand New Name) először lemezen 2002. április 5-én jelent meg, a The Album Network Rock Tune Up #249 kiadványán.
A dal nagy sikert aratott a kritikusok között, elsősorban a különböző műfajok megfelelő elegyítése miatt. A Billboard Mainstream Rock Tracks listáján a 31. helyig jutott, a Heatseekers Songs listát pedig vezette is. A dal klipje a kaliforniai sivatagban játszódik, ahol az együttes egy árokban zenél. A klip 2002. augusztus 6-án mutatkozott be, az MTV, az MTV2, a Brand New és a MuchMusic USA is játszotta.
A Thirty Seconds to Mars először 2002. november 18-án játszotta a Capricorn (A Brand New Name) dalt a televízióban, a Last Call with Carson Daly, a műsor november 27-én került adásba.

## Háttér
A dal valódi énünk felfedezéséről szól, annak a megismeréséről, hogy kik is vagyunk valójában. Leto elmondta: "Jobban szeretném, ha minden egyes ember a saját maga módján értelmezné a dalt és a mondanivalóját. Azt hiszem, ez az egyik izgalmas dolog a zenében, az értelmezés, ami egyénről egyénre változik."

## Megjelenés
A Thirty Seconds to Mars 2002 áprilisában jelentette meg a Capricorn (A Brand New Name) kislemezt az album főkislemezeként. A brit kiadás B-oldalán a Phase 1: Fortification dal szerepelt. A dal egy 2002-es promo kiadványra is felkerült, a Songs From 30 Seconds to Mars-ra, együtt az End of the Beginning dallal. A dal szerepelt továbbá a Rock Tune Up #249 válogatáslemezen is.
A dal szeptember 7-én debütált a Billboard Mainstream Rock Tracks listán a 40. helyen. A legmagasabb helyezést, a 31. helyet, 2002. október 5-én érte el. Nyolc hetet töltött a listán. A kislemez vezette a Heatseekers Songs listát, míg a WNYU-FM listáján a 12. helyet szerezte meg 2002. április 19-én.
A dalt a kritikusok is pozitívan fogadták.

## Videóklip
A dal klipjét Paul Fedor rendezte, és 2002. augusztus 6-án adták le először a MuchMusic USA Oven Fresh műsorában. A videót 2002. május 23-án fordgatták a kaliforniai sivatagban. A klipben az együttes egy sivatagi, koszos díszlet előtt játszanak, az emberek sárgödrökben ásnak. Az együttes egy árokban játszik, a többiek őket figyelik. A videó végén egy SWAT-egység átveszi az irányítást. Az együttes logói többször is megjelennek.
A videóban alig látszik jared Leto arca, mivel a készítés során Solon Bixler gitáros véletlenül eltalálta a homlokán, ami egy hatalmas daganatot eredményezett.

## Dallista
A dalokat Jared Leto írta.
Brit CD-kiadás
1. Capricorn (A Brand New Name) (album verzió) – 3:52
2. Phase 1: Fortification – 5:00

Amerikai CD-kiadás
1. Capricorn (A Brand New Name) (rádióváltozat) – 3:37
2. Capricorn (A Brand New Name) (album verzió) – 3:52

## Közreműködők
- Előadja a Thirty Seconds to Mars
  - Jared Leto – ének, gitár, basszusgitár, szintetizátor, programozás
  - Shannon Leto – dob
- További szintetizátor: Dr. Nner Tesy a DreamWorks Records-tól
- Szerezte Jared Leto
- Kiadta az Apocraphex Music
- Producer: Bob Ezrin, Brian Virtue, Thirty Seconds to Mars-szal
- Felvételek: Cherokee Studios, Sunset Sound, Los Angeles és The Center for the Advancement of the Arts and Sciences of Sound
- Hangmérnök: Brian Virtue
- Mastering: Tom Baker, Precision Mastering, Hollywood, CA